# Mala'e (Wallis)
Ne doit pas être confondu avec Mala'e (Futuna).
Mala'e est une localité française, qui n'a pas le statut de commune mais le statut de village, située sur l'île de Wallis, à Wallis-et-Futuna, dans le district de Hihifo (nord).

## Urbanisme

### Hameaux, lieux-dits et écarts
À Wallis, les villages sont divisés en plusieurs sections (des « classes », kalasi) qui se complètent ou se relaient dans toutes les entreprises collectives et pour l’organisation des cérémonies. Parmi ces kalasi se trouvent des zones résidentielles nommées api.

## Toponymie
Mala'e est nommée en référence au mala'e, désignant la place centrale.

## Politique et administration

### Liste des chefs de village (tu'itoafa)
| Période                                  | Période       | Identité             | Étiquette | Qualité        |
| ---------------------------------------- | ------------- | -------------------- | --------- | -------------- |
| Les données manquantes sont à compléter. |               |                      |           |                |
| ?                                        | 1er juin 2016 | Likaleto Mavaetau    |           | Sapeur-pompier |
| 11 juin 2016                             | 2017          | Lutoviko Timo        |           | Pêcheur        |
| 2018                                     | En cours      | Mikaele He’ehau Neti |           | Agriculteur    |

## Population et société

### Démographie
En 2018, le village de Mala'e compte 504 habitants.

## Culture locale et patrimoine

### Personnalités liées à la commune
- Benjamin Brial (1923-2004), homme politique français, député de Wallis-et-Futuna (1967-1988), décédé à Mala'e.